# Reserva natural especial del Malpaís de Güímar
La Reserva Natural Especial del Malpaís de Güímar es un paraje natural localizado en el sureste de Tenerife (Islas Canarias, España). Se encuentra dentro de los límites del municipio de Güímar. El malpaís de Güimar es un territorio de importancia ecológica notable. Desde el año 1987 se incluye dentro de los llamados espacios naturales protegidos y en el año 1989 se organizó un patronato del paraje natural que se encarga de su uso y gestión. En la Ley 12/1994, de 19 de diciembre, de Declaración de Espacios Naturales de Canarias se declara que “la totalidad del Malpaís de Gúímar, desde su límite con el Puertito de Güímar, hasta el camino de El Socorro (…), pasa a denominarse Reserva Natural Especial del Malpaís de Güímar".

## Descripción
Esta área protegida que se extiende por alrededor de 290 hectáreas constituye un paisaje de naturaleza exclusivamente volcánico conformado por un cono de considerables dimensiones y una serie de coladas lávicas de tipo aa que avanzaron hasta el mar.
Los materiales que dieron origen a este paisaje son de carácter basáltico y poseen una edad geológica que no supera los 5000 años. Existe un conjunto de elementos volcánicos de mayor antigüedad, la Montaña de la Mar y Las Morras del Corcho, que no fueron sepultados por el malpaís y que afloran en su superficie.
La fuente volcánica que dio lugar a este entorno natural, y que significa que además su punto más elevado se corresponde con la Montaña Grande (276 metros) la cual se ha formado por la acumulación de material piroclástico de diferente índole (desde cenizas a bombas) en sucesivos episodios eruptivos. El cráter de esta montaña tiene unos 300 metros de diámetro y unos 50 metros de profundidad. Presenta también una cierta asimetría, siendo más ancha hacia sotavento por la acción del viento en su período de formación.
Las lavas que conformaron este paisaje no fueron emitidas desde su cráter, sino de fisuras repartidas por la base de la montaña que produjeron una superficie rugosa y pedregosa de aspecto caótico y con formas caprichosas que se antoja difícilmente transitable.
La costa de esta zona es recortada y muestra algunas caletas con playas de callaos y arena de tipo orgánico.
En el malpaís de Güímar aparece un conjunto de tubos volcánicos asociados, cuya existencia se pone de manifiesto al apreciar los llamados jameos (tubo volcánico al que, debido a la acción gravitatoria, se le cae parte del techo).
Se halla también una cueva, denominada Cueva Honda, que se formó debido a la explosión de una burbuja gaseosa en el interior del tubo.

## Climatología
Este paraje presenta un régimen de lluvias escasas, sufre la acción de los vientos alisios procedentes del noreste que suaviza las temperaturas, estando estas comprendidas entre los 17 °C de media en enero y los 23 °C en agosto. Además tiene una insolación muy elevada (2500 horas/año) y una humedad relativa en torno al 70 %.

## Flora y fauna
La vegetación predominante se encuadra dentro del grupo del matorral, evidentemente adaptada a las condiciones climáticas y geográficas del lugar. Abunda el tabaibal-cardonal, el cual se encuentra relativamente bien conservado y el cardón Canario.
En cuanto a la representación faunística son frecuentes los invertebrados, el grupo más numeroso y del que destacan diversas especies endémicas. Con respecto a los animales vertebrados predominan las aves, con más de una docena de especies nidificantes. Entre ellas están el caminero, el pájaro moro, el búho chico, etc. Del mismo modo habitan el malpaís varias especies de reptiles como lagartos, perenquenes y lisas. En el apartado de mamíferos existen distintas especies, todas ellas introducidas, entre las que se hallan conejos, gatos, ratas o erizos, entre otros.

## Historia
En el transcurso de la historia esta zona se ha utilizado con distintos objetivos. Por ejemplo, el pastoreo invernal, que incluso antes del siglo XV se llevaba a cabo y que aún hoy, aunque en menor medida. Otra explotación importante vino de la mano del aprovechamiento de la tabaiba para la fabricación de látex que se empleaba con diferentes fines. Otro de los usos que ha experimentado el lugar ha sido el agrícola, ya que durante mucho tiempo la zona del cráter y los flancos de la montaña han sido cultivados.